# US-amerikanische Badmintonmeisterschaft 2024
Die US-amerikanische Badmintonmeisterschaft 2024 fand vom 12. bis zum 15. Dezember 2025 im Triangle Badminton & Table Tennis in Morrisville, North Carolina, statt.

## Medaillengewinner
| Disziplin    | Gold                             | Silber                             | Bronze                      |
| ------------ | -------------------------------- | ---------------------------------- | --------------------------- |
| Herreneinzel | Enrico Keoni Asuncion            | Garret Tan                         | Adrian Mar                  |
| Dameneinzel  | Ella Lin                         | Lydia Chao                         | Joanne Li                   |
| Herrendoppel | Hermes Zhi-Yi Chen Presley Smith | Enrico Keoni Asuncion Kelvin Chong | Arden Lee Stanley Xing      |
| Damendoppel  | Lauren Lam Allison Lee           | Annie Xu Kerry Xu                  | Chloe Ho Jennie Gai         |
| Mixed        | Presley Smith Jennie Gai         | Arden Lee Allison Lee              | Rithik Rasamsetti Joanne Li |